# Thal (Gemeinde Sulzberg)
Thal ist ein Dorf im Norden Vorarlbergs, welches zur österreichischen Gemeinde Sulzberg im Bezirk Bregenz gehört. Es wurde früher von den Grafen Montfort besetzt.
Die  Kirche Thals wurde von Dorfvater Martin Sinz errichtet. Nach ihm ist auch das neue Feuerwehrhaus benannt, welches 2010 eingeweiht wurde. Nördlich davon steht eine denkmalgeschützte Lourdeskapelle. In Thal gibt es auch einen Schlepplift, der von der Parzelle Schützen aus auf den Hagenberg läuft und deshalb auch Hagenberg-Schilift genannt wird.

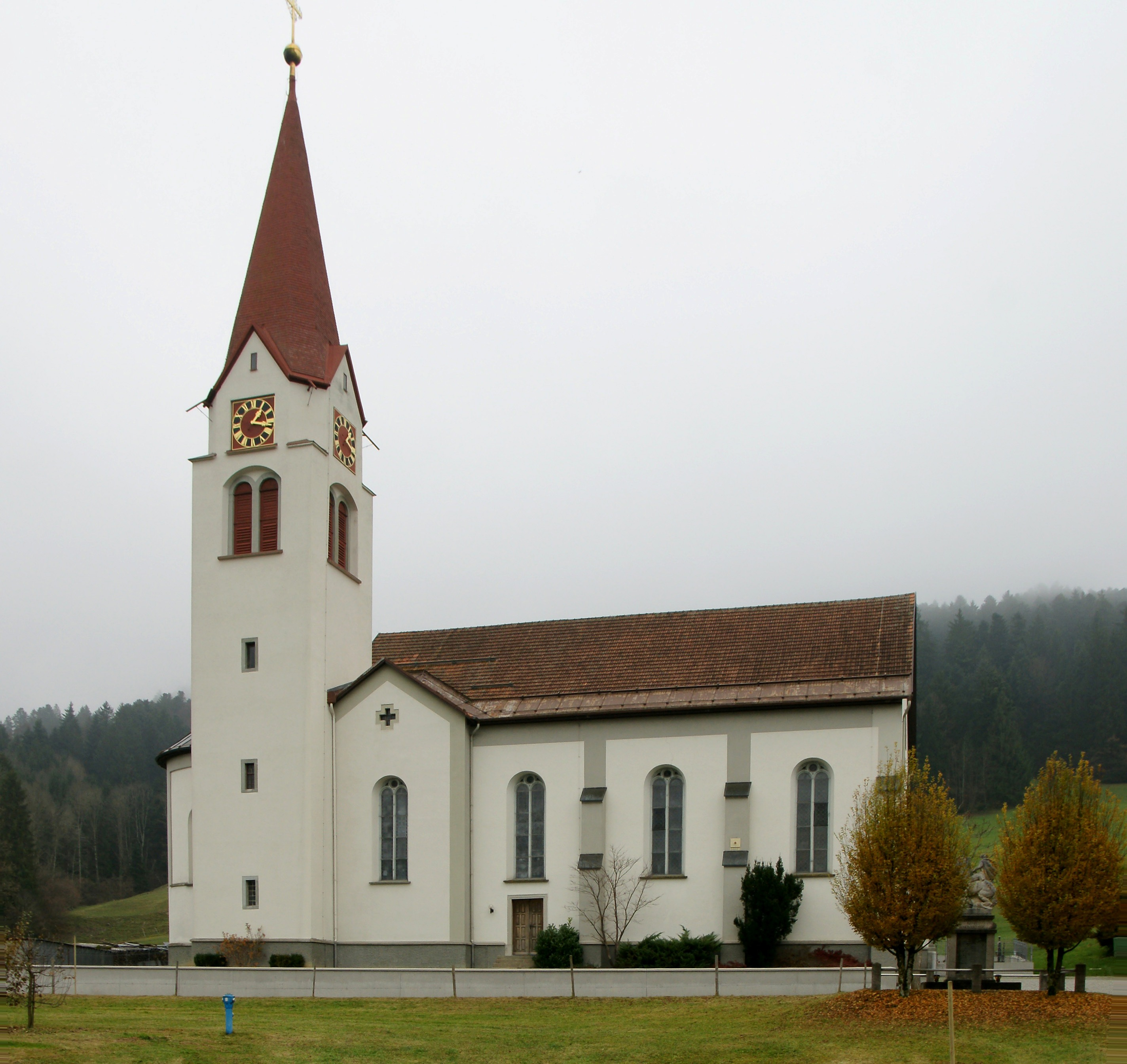
Denkmalgeschützte Pfarrkirche Sulzberg-Thal
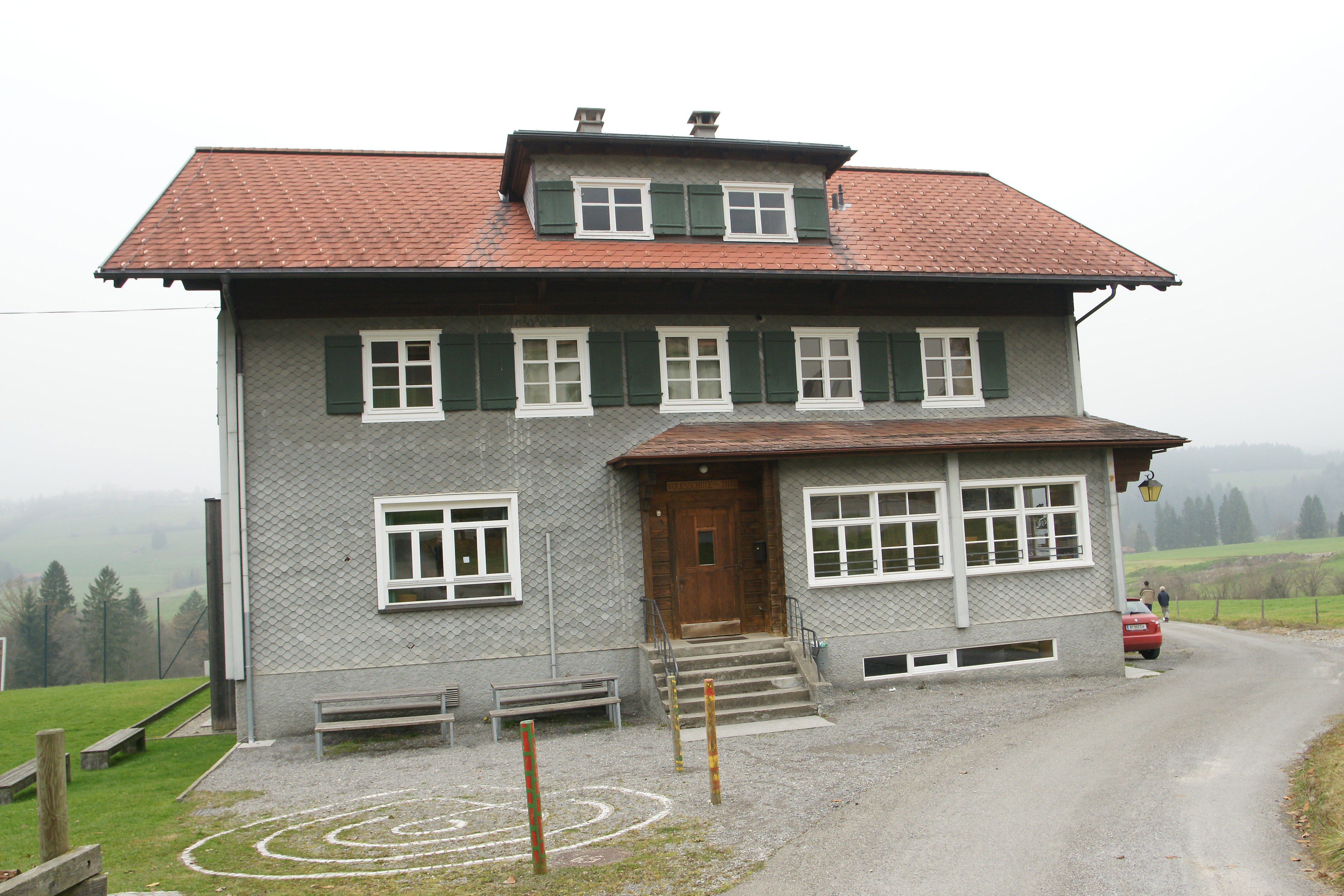
Volksschule Thal